# Julio César Cardozo Ferreira
Julio César Cardozo Ferreira (Laureles, Tacuarembó, 20 de julio de 1949) es un veterinario y político uruguayo perteneciente al partido Nacional.

## Biografía
Graduado en 1975 como veterinario en la Universidad de la República.
Militante en el Partido Nacional, fue elegido edil por el departamento de Tacuarembó para el periodo 1990-1995. Posteriormente se postuló a diputado, siendo electo para el periodo 2000-2005. Desde su banca de diputado apoyó el liderazgo creciente de Jorge Larrañaga, a quien acompañó en las elecciones de 2004 en su sector, Alianza Nacional; siendo reelecto para el periodo 2005-2010.
Durante el año 2006 presidió la Cámara de Representantes.
Es casado y tiene dos hijas, Ana Laura y Ana Carolina.